# Jake LaRavia
Jacob Glen LaRavia, detto Jake (Pasadena, 3 novembre 2001), è un cestista statunitense, professionista nella NBA con i Los Angeles Lakers.

## Carriera
Dopo aver trascorso due stagione con gli Indiana State Sycamores e una con i Wake Forest Demon Deacons, nel 2022 si dichiara per il Draft NBA, venendo selezionato con la diciannovesima scelta assoluta dai Minnesota Timberwolves e subito ceduto ai Memphis Grizzlies.

## Statistiche

### NCAA
| Anno      | Squadra            | PG | PT | MP   | TC%  | 3P%  | TL%  | RP  | AP  | PRP | SP  | PP   |
| --------- | ------------------ | -- | -- | ---- | ---- | ---- | ---- | --- | --- | --- | --- | ---- |
| 2019-2020 | Ind. St. Sycamores | 30 | 25 | 24,7 | 52,9 | 40,7 | 62,5 | 5,9 | 1,6 | 0,5 | 1,2 | 9,4  |
| 2020-2021 | Ind. St. Sycamores | 25 | 25 | 29,3 | 47,3 | 31,3 | 77,9 | 6,3 | 2,3 | 1,5 | 0,8 | 12,3 |
| 2021-2022 | W.F. Dem. Deacons  | 33 | 33 | 34,1 | 55,9 | 38,4 | 77,7 | 6,6 | 3,7 | 1,7 | 1,0 | 14,6 |
| Carriera  | Carriera           | 88 | 83 | 29,5 | 52,4 | 37,1 | 74,3 | 6,3 | 2,6 | 1,2 | 1,0 | 12,2 |

#### Massimi in carriera
- Massimo di punti: 31 vs North Carolina-Chapel Hill (22 gennaio 2022)[5]
- Massimo di rimbalzi: 14 vs Valparaiso (26 febbraio 2021)
- Massimo di assist: 9 (2 volte)
- Massimo di palle rubate: 6 vs Western Carolina (12 novembre 2021)
- Massimo di stoppate: 6 vs Boston (24 gennaio 2022)
- Massimo di minuti giocati: 45 vs Syracuse (8 gennaio 2022)

### NBA

#### Regular Season
| Anno      | Squadra           | PG  | PT | MP   | TC%  | 3P%  | TL%  | RP  | AP  | PRP | SP  | PP   |
| --------- | ----------------- | --- | -- | ---- | ---- | ---- | ---- | --- | --- | --- | --- | ---- |
| 2022-2023 | Memphis Grizzlies | 35  | 0  | 11,8 | 38,9 | 33,8 | 77,8 | 1,8 | 0,6 | 0,3 | 0,1 | 3,0  |
| 2023-2024 | Memphis Grizzlies | 35  | 6  | 23,0 | 38,9 | 34,0 | 82,6 | 3,7 | 1,7 | 0,8 | 0,3 | 10,8 |
| 2024-2025 | Memphis Grizzlies | 47  | 0  | 20,9 | 49,0 | 44,4 | 69,8 | 4,4 | 2,8 | 0,9 | 0,4 | 7,3  |
| 2024-2025 | Sacramento Kings  | 19  | 0  | 19,3 | 43,8 | 38,5 | 57,9 | 2,8 | 1,3 | 0,9 | 0,2 | 6,1  |
| Carriera  | Carriera          | 136 | 6  | 18,9 | 42,9 | 37,1 | 75,1 | 3,3 | 1,7 | 0,8 | 0,3 | 6,9  |

#### Massimi in carriera
- Massimo di punti: 21 vs Portland Trail Blazers (1º marzo 2024)[6]
- Massimo di rimbalzi: 13 vs Philadelphia 76ers (6 marzo 2024)
- Massimo di assist: 5 vs Sacramento Kings (18 marzo 2024)
- Massimo di palle rubate: 3 (2 volte)
- Massimo di stoppate: 3 vs Philadelphia 76ers (6 marzo 2024)
- Massimo di minuti giocati: 41 vs Sacramento Kings (18 marzo 2024)

### G League
| Anno      | Squadra        | PG | PT | MP   | TC%  | 3P%  | TL%  | RP  | AP  | PRP | SP  | PP   |
| --------- | -------------- | -- | -- | ---- | ---- | ---- | ---- | --- | --- | --- | --- | ---- |
| 2022-2023 | Memphis Hustle | 21 | 21 | 28,7 | 45,6 | 36,2 | 87,5 | 4,6 | 2,6 | 1,1 | 0,5 | 17,8 |
| 2023-2024 | Memphis Hustle | 10 | 10 | 35,2 | 41,5 | 33,0 | 78,9 | 4,3 | 2,4 | 1,6 | 1,0 | 22,1 |
| Carriera  | Carriera       | 31 | 31 | 30,8 | 44,0 | 35,0 | 83,7 | 4,5 | 2,6 | 1,3 | 0,7 | 19,2 |